# La Ola Verde
La Ola Verde fue un programa de televisión infantil, emitido por el entonces Canal 11 de Buenos Aires (actualmente Telefe) entre los años 1985 y 1990. El programa estuvo conducido originariamente por Any Sosa Cordero y posteriormente fue remplazada, a partir de julio de 1986, por Flavia Palmiero, convirtiéndose en la animadora infantil más popular de fines de los años 1980 en Argentina. En diciembre de 1989 cuando Flavia Palmiero pasó a Canal 9 Libertad como conductora del nuevo ciclo infantil La Ola está de Fiesta, La Ola Verde continuó durante los primeros meses de 1990 bajo la conducción de las hermanas Liliana y Noemi Serantes.
Una de las cosas más destacadas del programa y recordada hasta la actualidad, fueron los distintos muñecos que acompañaron a las animadoras del ciclo durante los años en que éste estuvo en el aire: el Señor Televisor, entre 1985 y 1987; Grock (el Recolector de Estrellas), entre 1987 y 1989; en abril de 1989 se incorpora al programa un nuevo personaje llamado Lubi y en septiembre otro de nombre Pinta (este último para promocionar las nuevas PintaBic de la conocida marca de lápices). El locutor Héctor Ascione fue la voz de los muñecos Señor Televisor, Grock y Lubi, estos fueron creados por Gustavo Yankelevich y la periodista Susana Fontana. La voz de Pinta pertenecía al locutor Leonardo Greco.
La canción originaria del programa fue compuesta e interpretada por el cantante Donald McCluskey, titulada al igual que el ciclo La Ola Verde, esta fue la cortina del programa entre 1985 y 1989. Este tema formó parte del disco La Ola Verde: Flavia y Grock en las Estrellas, que salió a la venta en el año 1987. En marzo de 1989 Gustavo Yankelevich ingresa como Director Artístico de Canal 11 y le propone a Flavia grabar el segundo álbum para el ciclo infantil. Para eso Cris Morena y Carlos Nilson compusieron una nueva cortina musical, titulada El Nombre de una Tarde Feliz, interpretada por Palmiero y el muñeco Lubi.